# Кайлич, Бьянка
Бья́нка Ка́йлич (Бья́нка Ка́йлик) (англ. Bianca Kajlich [biˈɑːŋkə ˈkeɪlɨk]; род. 26 марта 1977, Сиэтл, США) — американская актриса. Кайлич наиболее известна благодаря своей роли в ситкоме CBS «Правила совместной жизни», где она снималась с 2007 по 2013 год. В 2014 году она начала сниматься в ситкоме NBC «Непригодные для свиданий».
В начале карьеры Кайлич сыграла небольшие роли в фильмах «10 причин моей ненависти» и «Добейся успеха», а в 2002 году появилась в триллере «Хэллоуин: Воскрешение». Тем не менее, в основном, Кайлич добилась основной известности благодаря ролям на телевидении, в таких сериалах как «Бостонская школа», «Бухта Доусона», «Действуй, крошка» и «Пропавшая».

## Ранние годы
Кайлич родилась в Сиэтле, штата Вашингтон.  Отец Бьянки, Аурел Ян Кайлич — словацкого происхождения.  Мать, Пэтти Кампана, имеет итальянские корни. Кайлич окончила среднюю школу Bishop Blanchet High School в Сиэтле и посещала Университет штата Вашингтон.

## Личная жизнь
31 декабря 2006 года Кайлич вышла замуж за американского футболиста Лэндона Донована. В июле 2009 года пара разошлась и в декабре 2010 года развод был оформлен официально.  16 декабря 2012 года Кайлич вышла замуж за американского радиоведущего Майкла Кэзервуда.  В апреле 2014 года у них родилась дочь, Магнолия.

## Частичная фильмография
- 1999 — 10 причин моей ненависти / 10 Things I Hate About You
- 2000 — Добейся успеха / Bring It On
- 2000 — Хулиганы и ботаны / Freaks and Geeks
- 2000—2001 — Boston Public
- 2002 — Хэллоуин: Воскрешение / Halloween: Resurrection
- 2002—2003 — Бухта Доусона / Dawson’s Creek
- 2003—2004 — Rock Me, Baby
- 2006 — Vanished
- 2007 — Ясновидец / Psych
- 2011 — Успеть за 30 минут / 30 Minutes or Less
- 2007—2013 — Правила совместной жизни / Rules of Engagement
- 2014 — Непригодные для свиданий / Undateable
- 2014 — Ночь была темна / Dark Was the Night